# Psomophis obtusus
Espèce
Synonymes
- Rhadinaea obtusa Cope, 1864
- Coronella obtusa (Cope, 1864)
- Liophis obtusus (Cope, 1864)

Statut de conservation UICN

 LC  : Préoccupation mineure
Psomophis obtusus  est une espèce de serpents de la famille des Dipsadidae.

## Répartition
Cette espèce se rencontre :
- en Argentine dans les provinces du Chaco, de Buenos Aires, de Corrientes, de Entre Ríos, de Misiones, de Santa Fe ;
- dans le sud du Paraguay ;
- au Brésil dans l’État du Rio Grande do Sul ;
- en Uruguay.

## Publication originale
- Cope, 1864 "1863" : Descriptions of new American Squamata in the Museum of the Smtihsonian Institution. Proceedings of the Academy of Natural Sciences of Philadelphia, vol. 15, p. 100-106 (texte intégral).